# Wspólnota administracyjna Mitterfels
Wspólnota administracyjna Mitterfels – wspólnota administracyjna (niem. Verwaltungsgemeinschaft) w Niemczech, w kraju związkowym Bawaria, w rejencji Dolna Bawaria, w regionie Donau-Wald, w powiecie Straubing-Bogen. Siedziba wspólnoty znajduje się w miejscowości Mitterfels. Powstała w 1978.
Wspólnota administracyjna zrzesza jedną gminę targową (Markt) oraz trzy gminy wiejskie (Gemeinde): 
- Ascha, 1 554 mieszkańców, 19,54 km²
- Falkenfels, 1 007 mieszkańców, 11,50 km²
- Haselbach, 1 662 mieszkańców, 18,45 km²
- Mitterfels, gmina targowa, 2 433 mieszkańców, 14,23 km²